# Chimotripsină

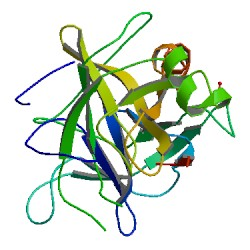
Structura tridimensională

Chimotripsina (EC 3.4.21.1) este o enzime din clasa hidrolazelor care pornește procesul de digestie a proteinelor, inducând desfacerea catenelor polipeptidice la aminoacizi mai mici, prin proteoliză. Este o enzimă digestivă, componentă a secreției pancreatice, și acționează în duoden. Hidrolizează preferențial aminoacizii aflați la capetele N-terminale, cu catene largi hidrofobe (precum tirozină, triptofan și fenilalanină). Este formată din chimotripsinogen, care este zimogenul acesteia.